# Коли ми станем собою
"Коли ми станем собою" — сингл українського рок-гурту "Океан Ельзи", що був представлений 25 серпня 2020 року разом із відеокліпом. Це перша офіційна робота після випуску "В небо жене" 2018 року. Згідно з прес-релізом на вебсторінці гурту, це перший сингл з майбутнього альбому.

## Історія запису
Упродовж 2019 і 2020 року музиканти гурту працювали в студії над записом нового альбому. Пісню "Коли ми станем собою" вирішено презентувати першим синглом з майбутнього альбому.
Для запису цієї пісні клавішнику Мілошу Єлічу довелося спробувати себе в грі на гітарі, оскільки гітарист Владімір Опсеніца навесні застряг у Сполучених Штатах Америки через карантинні обмеження на пандемію COVID-19. Запис електрогітари для цього треку музикант здійснював на студії Нью-Йорку через онлайн-зв'язок з рештою гурту в Києві.
У пісні також взяв участь хор дітей учасників гурту та їхніх друзів, яких спеціально зібрав та записав Мілош Єліч.

## Учасники запису

##### Океан Ельзи
- Святослав Вакарчук - автор (музика, слова), вокал;
- Денис Глінін - барабани, перкусія;
- Денис Дудко - бас-гітара;
- Владімір Опсеніца - електрогітара;
- Мілош Єліч - акустична гітара, фортепіано.

##### Інші учасники
- Дитячий хор - Лука Єліч, Міла Єліч, Вук Єліч, Софія Туринська, Соломія Олесова, Марічка Вакарчук, Нана Фонарьова, Георгій Фонарьов